# Systropus leptogaster
Systropus leptogaster är en tvåvingeart som beskrevs av Friedrich Hermann Loew 1860. Systropus leptogaster ingår i släktet Systropus och familjen svävflugor. Inga underarter finns listade i Catalogue of Life.